# 南パプア州
南パプア州（みなみパプアしゅう、インドネシア語: Papua Selatan）は、インドネシアの州。インドネシア領ニューギニア島（イリアンジャヤ）の南部を管轄し、北を山岳パプア州、東をパプアニューギニア、南をアラフラ海、西をマルク州、北西を中部パプア州と接する。州都はメラウケ。
2022年6月30日にパプア州から分立し、同年11月11日に発足した。面積は127,281 平方キロメートルで、イリアンジャヤ地域の5州の中では最も大きい。人口は513,617 人（2020年国勢調査）で、全国37州の中で最も少ない。

## 県
4県（インドネシア語：Kabupaten）を管轄する。
| 県章 | 県名                 | インドネシア語名       | 県都     | 面積 (km2) | 人口 (2020年) |
| ---- | -------------------- | ---------------------- | -------- | ---------- | ------------- |
|      | アスマット県         | Kabupaten Asmat        | アガツ   | 31,984     | 110,105       |
|      | ボーヴェン・ジグル県 | Kabupaten Boven Digoel | タナメラ | 27,108     | 64,285        |
|      | マッピ県             | Kabupaten Mappi        | ケピ     | 24,118     | 108,295       |
|      | メラウケ県           | Kabupaten Merauke      | メラウケ | 44,071     | 230,932       |

## 交通
- モパ空港 - メラウケ